# Surchob
Der Surchob (tadschikisch Сурхоб) ist der rechte Quellfluss des Wachsch in Tadschikistan.
Der Surchob entsteht am Zusammenfluss von Kysylsuu (Kysylsu) und Muksu. Er fließt über eine Strecke von ca. 150 km in westsüdwestlicher Richtung. Schließlich vereinigt er sich mit dem von Osten anströmenden Obichingou zum Wachsch. Der Surchob entwässert die Südflanke des Alaigebirges. Die Fernstraße A372 verläuft entlang dem Flusslauf. Die Städte Tojikobod und Gharm liegen am Flussufer. Am Abflusspegel Gharm beträgt der mittlere Abfluss 325 m³/s. In den Sommermonaten Juli und August führt der Surchob die größte Wassermenge.